# Daniele Bennati

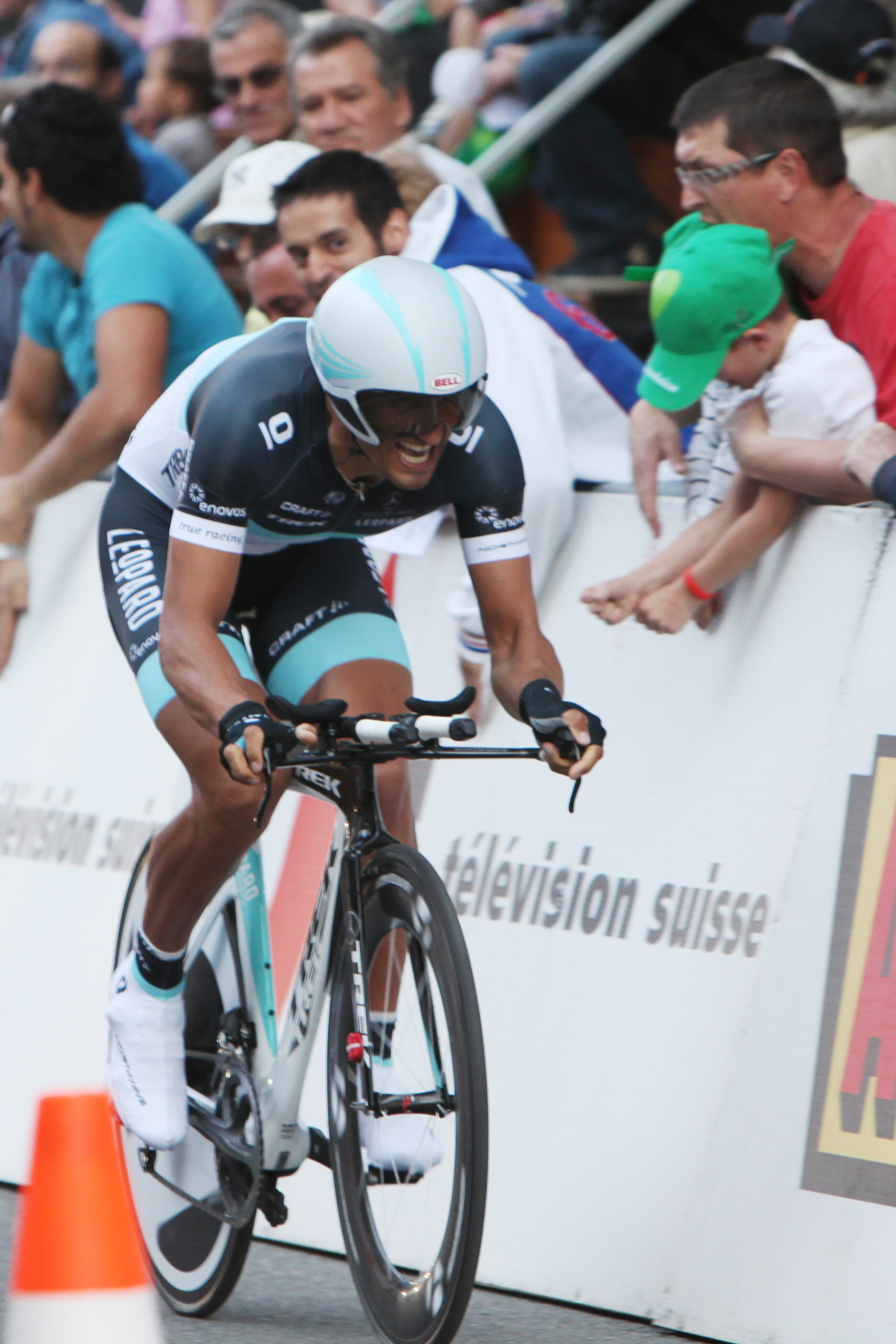
Daniele Bennati under 2011 års Romandiet runt.

Daniele Bennati, född 24 september 1980, Arezzo, är en italiensk professionell tävlingscyklist som är speciellt duktig i spurter. 

## Karriär
Daniele Bennati började cykla seriöst 1990 och blev professionell 2002 med Acqua e Sapone-Cantina Tollo, där bland annat Mario Cipollini cyklade. Med stallet Bennati tog sina första etappsegrar när han vann etapp 1b på Österrike runt och etapp 5 på Regio-Tour. 
Bennati tävlar för RadioShack-Nissan, som tillhör UCI ProTour, sedan 2012. Tidigare har han tävlat för Domina Vacanze-Elitron, Phonak Hearing Systems, Lampre-Fondital, Team Liquigas och Leopard Trek.
Under säsongen 2003 tävlade Bennati för Mario Cipollinis stall Domina Vacanze-Elitron och han vann då etapp 3 på Polen runt och etapp 5 på Tour Méditerranéen. Bennati blev också uttagen till Giro d'Italia 2003, samma år som Cipollini tog rekordet på etappvinster i det italienska etapploppet, men den då 23-årige italienaren slutförde inte loppet.
Under Tour de France 2007 vann Bennati två etapper . På den 17:e etappen tog han sin första etappseger. Han vann också den sista etappen som avslutades på Champs-Élysées i Paris. Bennati fortsatte att vinna etapper i de stora etapploppen när han segrade på den första etappen av Vuelta a España 2007 och därefter tog ytterligare två etappsegrar. Han tog också hem poängtävlingen.
Bennati har tagit hem poängtröjor även i Schweiz runt 2006 och 2007, Tyskland runt 2005 och Volta a la Comunitat Valenciana 2007.
Under säsongen 2008 vann Bannati poängtröjan i Romandiet runt. Han vann också tävlingens femte etapp. I maj samma år vann han den tredje, nionde och tolfte etappen av Giro d'Italia. I slutändan slutade italienaren på 70:e plats i tävlingen men vann poängtävlingen.
Bennati slutade tvåa efter Tom Boonen på etapp 1 under Eneco Tour 2008. Två dagar senare vann italienaren etapp 3 framför Boonen. Dagarna därpå vann han etapp 4 av Vuelta a España. Innan säsongen 2008 tog slut vann Bennati den italienska tävlingen Giro del Piemonte.

### 2009
Bennati tog sin första seger under 2009 när han vann den tredje etappen av Challenge Volta a Mallorca i februari före Tom Leezer och Jérôme Pineau. Några dagar därpå vann han den första etappen av Giro della Provincia di Grosseto före Denis Galimzjanov och Michele Merlo. Senare samma månad slutade han tvåa på etapp 2 av Giro di Sardegna bakom landsmannen Mirco Lorenzetto. Två dagar senare vann han etapp 4 av tävlingen. Han slutade även femma på etapp 5 och det ledde honom till segern i tävlingen framför Oscar Gatto och världsmästaren Alessandro Ballan.
I mars slutade Bennati tvåa på etapp 2 av Tirreno-Adriatico bakom landsmannen Alessandro Petacchi. I augusti slutade han på sjunde plats på Cyclassics Hamburg. Bennati slutade på tredje plats på etapp 5 av Vuelta a España 2009 bakom André Greipel och Tom Boonen. På prologen av tävlingen slutade italienaren på femte plats bakom Fabian Cancellara, Tom Boonen, Tyler Farrar och Jens Mouris. Han slutade på tredje plats på etapp 6 av tävlingen bakom Borut Bozic och Tyler Farrar. På etapp 16 av Vuelta a España slutade han på tredje plats bakom André Greipel och William Bonnet. Bennati slutade på andra plats på etapp 21, den sista etappen, bakom Greipel. Bennati slutade även på tredje plats i tävlingens poängtävling.

## 2010
Under Tour of Oman tog Bennati säsongens första seger på etapp 2. På etapp 4 av tävlingen slutade han tvåa bakom Leigh Howard. Bennati slutade trea på etapp 2 av Tirreno-Adriatico 2010. Dagen därpå vann han etapp 3 framför Alessandro Petacchi och Bernhard Eisel. När tävlingen var över visade det sig att Bannati slutat tvåa i poängtävlingen bakom Stefano Garzelli.

## Stall
- Mapei-QuickStep 2001
- Acqua e Sapone-Cantina Tollo 2002
- Domina Vacanze-Elitron 2003
- Phonak Hearing Systems 2004
- Lampre Caffita 2005
- Lampre-Fondital 2006–2007
- Team Liquigas 2008–2010
- Leopard Trek 2011
- RadioShack-Nissan 2012
- Tinkoff-Saxo 2013–